# 高雄拓荒者
高雄拓荒者（英語：Kaohsiung Pioneers），是一支位於台灣高雄的全裝備美式足球球隊，創立於2017年，成為台灣第二支全裝備美式足球球隊。

## 球隊歷史
海神隊於2017年5月27日在高雄新興高中舉辦了第一次球隊招募暨綜合能力測驗。2017年12月23日於高雄新興高中舉行了球隊第二次招募暨綜合能力測驗，並使球隊的初具規模。
2018年4月1日，在高雄新興高中舉辦了2018年上半季球隊招募暨綜合能力測驗，球員名單正式來到25人。海神隊於2018年9月29日及30日於高雄心運動體適能中心及新興高中舉辦2018年球季下半季的球隊招募暨綜合能力測驗。
2019年上半年，球隊因美籍教練Chris之資助更名為「高雄拓荒者美式足球隊」

## 參賽紀錄
高雄海神於2018年8月20日參加了澳門美式足球協會所辦理的2018澳門沙灘美式足球邀請賽，並於四隊的賽事中取得亞軍，這次賽事同時也是海神隊自2017年成立以來所參加第一次的對外賽事。

## 外部連結
- 高雄拓荒者的Facebook專頁
- 高雄拓荒者的Instagram帳戶